# 에오카에킬리아
에오카에킬리아 마이크로포디아(Eocaecilia micropodia)는 쥐라기 초기에 현 미국 애리조나주에 서식했던 멸종한 무족영원목의 일종이다. 현대 도롱뇽목 및 멸종한 세룡목과 여러 가지 특징을 공유한다.
몸길이 15 센티미터 정도의 소형종이었으며, 현대 무족영원목은 달리 조그만 다리가 붙어 있었다. 또한 눈이 거의 퇴화하여 거의 지하생활을 하는 현대 무족영원목과 달리 에오카에킬리아의 눈은 잘 발달해 있으며, 지하생활종도 아니었던 것으로 생각된다.

## 참고 자료
- Estes, R. & Wake, M.H. (1972) The First Fossil Record of Caecilian Amphibians. Nature 239:228-231.
- Jenkins, F.A. & Walsh, D.M. (1993) An Early Jurassic caecilian with limbs. Nature 365: 246-250.
- Jenkins, F.A. et al. (2007) Anatomy of Eocaecilia micropodia, A Limbed Caecilian of the Early Jurassic. Bulletin of the Museum of Comparative Zoology 158(6):285-365.
- Maddin H.C., Jenkins F.A. Jr. & Anderson J.S. (2012) The Braincase of Eocaecilia micropodia (Lissamphibia, Gymnophiona) and the Origin of Caecilians. PLoS ONE 7(12):e50743.